# Université adventiste d'Amérique centrale
L’université adventiste d'Amérique centrale --- en espagnol, Universidad Adventista de Centro America ou UNADECA --- est un centre universitaire adventiste, située à Alajuela dans la province d'Alajuela au Costa Rica. 

## Campus

### Histoire
En 1927, l'école secondaire hispano-américaine démarre à La Sabana, dans la province de San José. En 1932, elle est relocalisée à Tres Rios dans la province de Cartago. En 1945, elle prend le nom de College professionnel d'Amérique centrale. En 1970, l'institution devient le Centre adventiste des études supérieures. En juillet 1987, elle prend le statut d'université.

### Organisation
L’université adventiste d'Amérique centrale est à deux kilomètres au nord d'Alajuela et à environ 20 km de San José, la capitale du Costa Rica. Ses bâtiments sont modernes et fonctionnels. Le climat de la région est agréable. 
L'UNADECA offre des licences en gestion administrative, secrétariat, éducation (comprenant de nombreuses options), infirmerie, informatique, psychologie et théologie, ainsi des mastères en gestion administrative, éducation et en théologie pastorale.
L'université possède un Centre de recherche Ellen White, affilié au Ellen G. White Estate.     